# Arguello
Arguello (piemontiul: Arguèl) település Olaszországban, Piemont régióban, Cuneo megyében. Lakosainak száma 200 fő (2023. január 1.). Arguello Albaretto della Torre, Cerretto Langhe, Lequio Berria és Cravanzana községekkel határos.

## Népesség
A település népességének változása:
| Lakosok száma | 199  | 199  | 200  |
|               | 2017 | 2018 | 2023 |